# Этническая журналистика
Этническая журналистика — это журналистика, выполняющая функции самопознания народом своего этнического бытия, консолидации и интеграции этноса, сохранения и развития его культурной самобытности. Как правило, этническая журналистика — это журналистика на языке этносов, ее адресатом прежде всего является представитель собственного этноса.

### Этническая журналистика России
Журналистика народов России — многогранное явление, которое традиционно описывается многозначным термином «этническая журналистика». Проживающих в стране нерусских около 20 %, это около 200 различных национальных групп. Предполагается, что все они могут иметь свои каналы коммуникации, информирования, обмена новостями и обсуждения насущных проблем и вопросов. Во многих национальных регионах России, национальный язык в СМИ не лидирует. Это обусловлено демографической причиной, характеризующейся превышением русского населения по численности. В психологическом плане русский язык дает массу преимуществ, расширяя возможности межкультурной коммуникации, социального роста и трудоустройства.

### Понимание термина «этническая журналистика» И. Н. Блохиным
Блохин отмечал, что «этническая журналистика» имеет двойственный характер. Во-первых, сюда относится журналистика, обращающаяся к тематике особенностей жизни и культуры любых народов, проживающих не только в России, но и в других странах, а также к проблеме межэтнического взаимодействия. Во-вторых, часто имеют в виду журналистику, имеющую отношения исключительно к народам России, к этническим меньшинствам России, журналистику диаспор, представленную в средствах массовой информации и издающихся как на национальных языках, так и на русском языке. В первом случае цель журналистской деятельности состоит в информировании о многообразия иных культур в мире, во втором значении говорится о консолидации этносов, включении их в систему межэтнических коммуникаций, сохранении и развитии национальной культуры . Отсюда вывод, что национально-культурная тематика СМИ является главным критерием при определении их типа. Адресатом этнической журналистики, является представитель того этноса на чьем языке она существует. Этническая журналистика преимущественно развивается в национальных республиках, регионах с заметным преобладанием национальных групп, там, где сохранились носители языка, где существуют развитые условия существования национального языка — школы, религиозные и общинные центры, радио и телевещание на национальном языке, печать, бытовое общение.
Журналистику, рассказывающую об этнических культурах, вообще о проблемах национальных и межнациональных отношений и адресованную аудитории, интересующейся национальными отношениями, независимо от ее этнической принадлежности, И.Н. Блохин предлагает назвать этножурналистикой. Он полагает, что так будет удобно обозначать отдельный вид журналистской деятельности и по отношению к ее содержанию, и по признаку особенностей аудитории, и "как уровень квалификации сотрудников СМИ, который характеризуется этнологической культурой мышления, поиска, сбора, интерпретации информации.

### Этническая журналистика как фактор геополитического развития России
В конце XX — начале XXI вв. в стране усилились проблемы этнической идентичности. Этнической прессы была важным феноменом для созидания гражданского общества. Актуальность данного понятия обусловлена этнополитическими процессами и потребностями геополитического развития России. После распада СССР республики провозгласили суверенитет от имени титульного народа и придали статус государственного лишь титульному языку. Эти факты остро поставили вопрос о соотношении гражданского и этнического самосознания граждан. Основу гражданского общества в Российской Федерации составляла российская гражданская нация — россияне, стало важным обоснование места и роли этнических СМИ в формировании полиэтничного гражданского общества в Российской Федерации. Перепись населения 2002 г. показала, что в стране сформировался «российский народ». В Москве печатались такие газеты как: «Татарские новости» (1993), «Караимские вести» (1994), «Ноев ковчег» (1997), махачкалинский еженедельник «Панорама Дагестана» (1998), уфимский журнал «Ватандаш» (1995), екатеринбургская газета «Уралтау» (1995) и др. своим рождением отметили появление нового типа изданий — прессы постэтнических наций. С 2007 года выпускается свыше 60 газет и журналов постэтнических наций — «Азеррос» («Азербайджанцы России»), «Азербайджанский конгресс», «Вестник Союза армян России», «Еврейские новости», «Международная еврейская газета», «Немецкая газета», «Грузинское слово», «Украинские вести», «Ассирийская газета», «Татарский мир», «Свободный Курдистан», «Российские корейцы», «Греческая газета» и др. Гражданская (постэтническая) идентификация, по контенту газет, включает в свою структуру: признание себя гражданином России (частью общего); признание государственного языка России родным; признание «своего» субъекта федерации составной частью России; признание единства России; признание общей суперэтнической мифологии (истории) граждан России.

### Критика
Особенности этнической журналистики. Проблемы толерантности.
Толерантное или конфликтное освещение этничности в СМИ — проблема важна для науки, и практики. От толерантности СМИ в этой области зависит спокойствие, взаимоотношение, взаимопонимание людей разных рас, национальностей, живущих в многонациональной России.
Говоря о конфликтах, деятельности журналистов и о конфликтной информации, связанной с межэтническими отношениями, нельзя забывать и об их противоположности — мирной и спокойной жизни в стабильном обществе, миролюбивой деятельности идеологов, политиков и СМИ, о толерантной информации, касающейся отношений между разными группами людей. Равноправие, миролюбие и толерантность — важные признаки нормального демократического общества.
Понятие толерантность активно используется в последние годы журналистами, политиками, учеными во всем мире. Оно предполагает признание людьми того факта, что наш мир многомерен и многообразен, что в нем, в разных странах живут представители разных рас, конфессий и национальностей (или этносов), с разными национальными или этническими культурами, нормами поведения, со своими ценностями и привычками. Поскольку СМИ прямо влияют на формирование массовых представлений людей, в том числе и в области межэтнических отношений, от их гражданской позиции и ответственности в большой мере зависит, будет ли в стране и ее регионах межнациональный мир или будет поддерживаться межнациональная напряженность, разжигаться межнациональная рознь.
Этнически окрашенная информация, передаваемая в массовое сознание через современные российские СМИ, по воле идеологов и стоящих за ними политиков или других спонсоров может быть толерантной, а может быть и конфликтной. То есть может способствовать стабильности и спокойствию в обществе, интегрируя полиэтничное население, но может его и дезинтегрировать, разбивать на противостоящие группы. Подобная тенденция наблюдается в СМИ многих регионов России. Опасность заключается в том, что СМИ и журналисты могут использовать простые этнографические факты и особенности жизни людей в политических целях. СМИ, как показывает практика, могут уводить массовое сознание от толерантных идей равенства всех этносов перед законом, к идеям приоритетов и льгот, идеям шовинизма и расизма. И это может привести — и часто приводит — к межэтническим конфликтам.